# 任我行
任 我行（じん がこう、拼音: Rén Wǒxíng）は、金庸の武俠小説『秘曲 笑傲江湖』に登場する人物。
任盈盈の父で、日月神教の教主。武功は並外れており、『秘曲 笑傲江湖』中では最高の武功を誇る人物の一人。代々伝わる「葵花宝典」を身につけてはいないが、相手の内功を吸い取る「吸星大法」を習得している。東方不敗の謀反によって、西湖の湖底に作られた牢獄に監禁されてしまったが、部下の向門天と令狐冲によって救出される。任我行が江湖に復活したことで、様々な運命が急速に動き出す。

## 性格
教主としての威厳、江湖随一の武功を備えた天下無敵の人物。

それゆえ性格は尊大で残虐で、僅かな裏切りも決して許さない。東方不敗によるクーデターが起こったのもそうした性格が災いしている。

また、権謀術数にも優れており、一度は東方不敗によって失脚したものの、ふたたび教主の座に返り咲いている。
教主に返り咲いた後は教徒たちの追従を受け続けたためか、かなり傲慢な性格になってしまった。教徒たちが任我行を孔子、関羽、諸葛亮と褒めたたえた際、「諸葛亮は武芸がわし以下なのは当然として、北伐で手柄がなかったから智謀でもわし以下でしかない。関羽は勇猛だろうが、一騎討ちならわしの吸星大法にかなうまい。孔子の弟子はわずか３千人だがわしの配下は３万を超える」という感想を持つほどである。
江湖で恐れているのは東方不敗のみ。実力を認めている人物は少林寺総帥の方證大師、華山派の先達である風清揚、武当派総帥である冲虚道長。

反対に、軽蔑しているのは嵩山派総帥の左冷禅と華山派総帥の岳不群。左冷禅を「面の皮の厚さは天下一」と嘲笑し、岳不群は「偽君子」と罵っている。

なお、青城派総帥の余滄海にいたっては「軽蔑するにも値しない」と一蹴している。
命の恩人である令狐冲をたいそう気に入っており、少林寺に江湖の盟主たちが集まった席上で、令狐冲を任盈盈の婿にすると宣言したほど。

また、武術の修練が三度の飯より好きなのだが、葵花宝典だけは「こんなアホなこと（＝習得のためには去勢しなければならないこと）、する気にもなれん」と放置し、教主復帰後に破棄している。

## 武功
江湖ではかなり畏怖の対象となっており、令狐冲が任我行の「吸星大法」を披露すると、江湖の武芸者たちはみな戦わずに逃げ出すほど。

なお、任我行が長期の監禁から解放される『笑傲江湖』の4巻のサブタイトルは「天魔復活す」となっている。そのうえで、長期間の監禁で体が弱っている状態でありながらも令狐冲の独孤九剣と手合わせをおこない、互角以上の戦いを繰り広げている。
吸星大法（きゅうせいだいほう）
任我行の使用する内功の一種。体が接触した相手の（習得しだいでは接触をともなわなくても）内力を吸い取り、自分のものにできる。作中では任我行および令狐冲が習得している。また、向問天は「吸功入地小法」という類似の技を使用可能。令狐冲は任我行が牢獄の壁に書き残していた覚書から、僅か２ヶ月で習得に至った。
使えば使うほど、相手の内力を吸収していくことになるため、4～5人分も吸収すればかなりの使い手となることができる。しかし、その分体内に複数の人間の内力が混在するため、制御が困難になり最悪の場合は死にいたる。
ちなみに、武侠小説において内力は「気」とほぼ同じだが、大量の内力が体から抜ければ廃人となってしまう危険がある。また、単純な時間の経過では回復はせず、ふたたび修行を積まなければもとの水準に回復しない。そのため「吸星大法」のように相手の内力を吸収するタイプの技は威力が絶大である反面、邪道・外道とそしられることが多い。
ドラマ作品によっては「きゅうせいたいほう」と吹き替え、あるいは字幕に書かれることもある。また、映像的な演出も兼ねてか、物体を引き寄せたり、遠隔操作するなどの応用も披露している。
血魔大法（けつまだいほう）
任我行が盟主に返り咲いた後に新たに編み出した、恐怖の内功。
一部のドラマ版にのみ登場したオリジナル設定であるため、小説版には登場しない。
不死身の体と永遠の命を得る事と引き換えに、人間らしい心と以前の記憶を失ってしまう。不死身ゆえに殺すことができず、令狐冲らは任我行を湖底の洞窟に封印するのがやっとだった。

## 演じた俳優
映画
- ヤン・サイクーン：『スウォーズマン 女神伝説の章』 香港 1990年

ドラマ
- 劉兆銘：『笑傲江湖』 無綫電視（TVB） 香港 1984年
- 苗天：『笑傲江湖』 台湾電視公司（TTV） 台湾 1985年
- 羅楽林：『笑傲江湖』 無綫電視（TVB） 香港 1996年
- リー・リーチュン：『スウォーズマン 笑傲江湖』 中国電視公司（CTV） 台湾 2000年
- 劉謙益：『笑傲江湖』 メディアコープ シンガポール 2000年
- リュ・シャオハー：『笑傲江湖』 中央電視台（CCTV） 中国 2001年
- 黒子：『月下の恋歌 笑傲江湖』 華夏視聴環球伝媒集団有限公司 中国 2013年